# 宰应文
宰應文（？—？），明朝江寧人，著名孝子。他父母很早就過世了，後來為了懷念父母，他用木頭刻了父母的像，栩栩如生，並且用對待活人的方式來對待他們。